# Cannectancourt
Cannectancourt és un municipi francès, situat al departament de l'Oise i a la regió dels Alts de França. L'any 2007 tenia 544 habitants.

## Demografia

### Població
El 2007 la població de fet de Cannectancourt era de 544 persones. Hi havia 191 famílies de les quals 32 eren unipersonals (16 homes vivint sols i 16 dones vivint soles), 61 parelles sense fills, 90 parelles amb fills i 8 famílies monoparentals amb fills.
La població ha evolucionat segons el següent gràfic:
Habitants censats

### Habitatges
El 2007 hi havia 213 habitatges, 197 eren l'habitatge principal de la família, 7 eren segones residències i 8 estaven desocupats. 203 eren cases i 8 eren apartaments. Dels 197 habitatges principals, 173 estaven ocupats pels seus propietaris, 16 estaven llogats i ocupats pels llogaters i 8 estaven cedits a títol gratuït; 7 tenien dues cambres, 22 en tenien tres, 62 en tenien quatre i 105 en tenien cinc o més. 131 habitatges disposaven pel capbaix d'una plaça de pàrquing. A 85 habitatges hi havia un automòbil i a 104 n'hi havia dos o més.

### Piràmide de població
La piràmide de població per edats i sexe el 2009 era:
| Homes | Edats   | Dones |
| ----- | ------- | ----- |
| 0     | 95 o +  | 0     |
| 4     | 90 a 94 | 0     |
| 0     | 85 a 89 | 4     |
| 4     | 80 a 84 | 0     |
| 8     | 75 a 79 | 20    |
| 8     | 70 a 74 | 4     |
| 4     | 65 a 69 | 12    |
| 8     | 60 a 64 | 0     |
| 12    | 55 a 59 | 4     |
| 12    | 50 a 54 | 16    |
| 44    | 45 a 49 | 24    |
| 8     | 40 a 44 | 32    |
| 20    | 35 a 39 | 20    |
| 16    | 30 a 34 | 24    |
| 24    | 25 a 29 | 8     |
| 16    | 20 a 24 | 16    |
| 20    | 15 a 19 | 28    |
| 16    | 10 a 14 | 32    |
| 12    | 5 a 9   | 16    |
| 4     | 0 a 4   | 12    |

## Economia
El 2007 la població en edat de treballar era de 377 persones, 278 eren actives i 99 eren inactives. De les 278 persones actives 247 estaven ocupades (151 homes i 96 dones) i 29 estaven aturades (11 homes i 18 dones). De les 99 persones inactives 25 estaven jubilades, 35 estaven estudiant i 39 estaven classificades com a «altres inactius».

### Ingressos
El 2009 a Cannectancourt hi havia 190 unitats fiscals que integraven 527,5 persones, la mediana anual d'ingressos fiscals per persona era de 17.212 €.

### Activitats econòmiques
Dels 9 establiments que hi havia el 2007, 1 era d'una empresa de fabricació de material elèctric, 3 d'empreses de construcció, 1 d'una empresa de transport, 2 d'empreses de serveis i 2 d'entitats de l'administració pública.
Dels 2 establiments de servei als particulars que hi havia el 2009, 1 era un guixaire pintor i 1 lampisteria.
L'any 2000 a Cannectancourt hi havia 10 explotacions agrícoles que ocupaven un total de 288 hectàrees.

## Poblacions més properes
El següent diagrama mostra les poblacions més properes.